# Histoire de Washington (district de Columbia)

Évolution territoriale de Washington, D.C.

Cet article présente l'histoire de Washington (district de Columbia), la capitale des États-Unis.

## Étymologie
Le nom officiel « District of Columbia », fait référence à Christophe Colomb.

## Origine de la ville
Créée officiellement par la Constitution des États-Unis en 1787, la capitale fédérale américaine, appelée informellement à l'origine « territoire de Columbia » est officiellement localisée par le Residence Act de 1790, à la confluence du fleuve Potomac et de la rivière Anacostia sous le statut de « district fédéral ».
La ville est fondée le 24 janvier 1791 au nord de cette confluence, entre les villes de Georgetown et Alexandria, cités cédées respectivement par le Maryland et la Virginie pour les inclure dans le district fédéral. Celui-ci ainsi créé se présente sous la forme d'un carré de 16,2 km de côté et dont les coins sont orientés vers les points cardinaux. Le nom de Washington est utilisé à partir du 9 septembre de la même année, tandis que le nom officiel « District of Columbia » n'est consacré que 5 ans plus tard, le 6 mai 1796.
Le plan de la ville est l'œuvre de Pierre Charles L'Enfant, un ingénieur militaire, fils d'un peintre de la cour de France qui propose ses services à George Washington, dont il a fait la connaissance durant la guerre d'indépendance alors qu'il s'était engagé en 1777, à l'âge de 23 ans, aux côtés des insurgés américains.
Le 27 février 1801, le District of Columbia devient officiellement la capitale des États-Unis et passe sous la juridiction exclusive du Congrès, qui décide de diviser le district en deux comtés : Washington (en) sur la rive Est du Potomac et Alexandria sur la rive ouest (formé par la ville d'Alexandria et l'actuel Comté d'Arlington).

## Guerre de 1812
Pendant la guerre de 1812, les forces britanniques et canadiennes reçoivent l'ordre de brûler les édifices publics de Washington DC. La ville compte alors 8 000 habitants environ. Les Britanniques souhaitent se venger de la destruction de la capitale du Haut-Canada (aujourd'hui Toronto) par les Américains après la bataille de York (1813). La destruction de la capitale des jeunes États-Unis doit démoraliser l'ennemi.
Le 24 août 1814, le général britannique Robert Ross remporte la bataille de Bladensburg (en), qui lui ouvre le chemin de Washington. Cela provoque la retraite du président James Madison dans les montagnes de Virginie. La plupart des habitants de la ville s'enfuient également devant l'avancée des troupes britanniques qui le 25 août, marchent sur Capitol Hill. Ne pouvant occuper la ville, Robert Ross veut la détruire. Les bâtiments du Sénat, de la Chambre des représentants, du Trésor sont démolis, de même que l'intérieur de la Bibliothèque du Congrès. Des témoins ont rapporté que l'incendie était visible depuis Baltimore. L'amiral George Cockburn veut brûler le siège du National Intelligencer, un journal anti-britannique. Mais quelques femmes l'en dissuadent en arguant que l'incendie risquait de se propager à leurs maisons. L'occupation de Washington prend fin lorsque les troupes britanniques sont envoyées contre Baltimore. La reconstruction du capitole commence en 1815 et s'achève quinze ans plus tard.

## Rétrocession de 1846
Le 9 juillet 1846 le Congrès acte la rétrocession du comté d'Alexandria à la Virginie, à la suite du référendum exigé par les anciens Virginiens du District et du référendum organisé en septembre 1846. La décision devient effective en mars 1847. La ville de Georgetown reste une entité indépendante jusqu'au 21 février 1871, jour où elle est annexée à la ville de Washington. Dès lors le comté de Washington disparait, totalement dissout au sein du district fédéral.

## Guerre de Sécession
La croissance de la ville est très modeste au cours des premières décennies du XIXe siècle. C'est la guerre de Sécession (1861-1865) qui lui donne sa légitimité de capitale fédérale. Dès le début du conflit, des esclaves noirs s'enfuient des plantations des États du Sud, vers le Nord, certains d'entre eux s'installent dans des baraques à Washington. Cet exode s'amplifie avec la fin de la guerre et l'abolition de l'esclavage. Lorsque la guerre s'achève, Washington a gagné des habitants, mais aussi une place à part dans le cœur des Américains. Elle est le symbole de l'unité retrouvée.

## Ère Alexander «Boss» Shepherd
Entre 1871 et 1874, Alexander R. Shepherd mène un programme ambitieux et très couteux de modernisation et d'embellissement de la capitale. Des collines sont rasées, des vallons comblés, des conduits d’égouts, d’eau et de gaz installés. D'importants travaux de voirie sont également mis en œuvre : plus de 250 kilomètres de rues sont pavés pour remplacer les chemins de terre impraticables et 335 kilomètres de trottoirs sont construits pour permettre aux piétons de ne plus s’enliser dans la boue. De nouveaux parcs et squares sont créés, parés d'arbres et de fontaines, des dizaines de milliers d'arbres sont plantés. En trois années, Shepherd pilote une tâche de plusieurs décennies, mais creuse un gouffre dans les finances de la ville et aboutit à la mise sous tutelle de la capitale. Washington est désormais dirigée par un collège de trois commissaires nommés par le Président des États-Unis.

## Croissance de la ville
La croissance de la ville se poursuit alors, aidée par les deux conflits mondiaux qui renforcent sa puissance nationale et internationale, et lui apportent davantage d'habitants. La population, qui atteint un sommet historique de près de 900 000 habitants pendant la Seconde Guerre mondiale, perd ensuite des habitants au profit de la banlieue. En 1957, la majorité de la population est noire. Aujourd'hui, la proportion d'habitants Afro-Américains est stabilisée autour de 65 %.